# II liga polska na żużlu (2006)
Rozgrywki II ligi żużlowej w sezonie 2006 rozpoczęły się 9 kwietnia 2006, a zakończyły 24 września. W lidze wystąpiło 9 zespołów, które rozegrały 18 kolejek po 4 spotkania (łącznie 72 spotkań). W II lidze, w przeciwieństwie do Ekstraligi i I ligi, nie następuje druga runda.
Za zwycięstwo w meczu drużyna dostaje 2 punkty, za remis 1, a za porażkę 0. Dodatkowo za zwycięstwo w dwumeczu drużyna dostaje 1 punkt bonusowy (w przypadku remisu w dwumeczu punktu nie przyznaje się).
Mistrz II ligi awansował do I ligi w przyszłym sezonie, wicemistrz rozegrał baraż z ostatnim zespołem z tegorocznej I ligi.
Od sezonu 2006 zniesiono ograniczenia względem obcokrajowców: drużyny mogły zatrudniać dowolną liczbę zawodników spoza kraju, jednak drużyny I i II ligi nie mogły zatrudniać zawodników (także Polaków), którzy występują w cyklu Grand Prix 2006 z numerami stałymi (1 do 15). Obcokrajowcy mogli także występować w roli zawodnika młodzieżowego.
Rozgrywki prowadzi Główna Komisja Sportu Żużlowego (GKSŻ) w imieniu Polskiego Związku Motorowego (PZM).
Po raz trzeci GKSŻ zezwoliła na start w lidze zespołom z innych krajów: Ukraina Równe (Ukraina), Speedway Center Dyneburg (Łotwa) i Speedway Miszkolc (Węgry).

## Zespoły
- Speedway Center Dyneburg
- GKŻ Lotos Gdańsk
- Orzeł Łódź
- Speedway Miszkolc
- Kolejarz Opole
- Polonia Piła
- PSŻ Poznań
- Kolejarz Rawicz
- Ukraina Równe

7 kwietnia z rozgrywek II ligi wycofała się Wanda Kraków.

## Sezon

### Tabela końcowa
| Poz. | Drużyna                | M  | Z  | R | P  | B | Pkt | +/-  | Kwalifikacja lub spadek |
| ---- | ---------------------- | -- | -- | - | -- | - | --- | ---- | ----------------------- |
| 1    | GKŻ Lotos Gdańsk (M)   | 16 | 13 | 1 | 2  | 8 | 35  | +293 | Awans do I Ligi         |
| 2    | PSŻ Milion Team Poznań | 16 | 12 | 1 | 3  | 7 | 32  | +296 | Baraż o I Ligę          |
| 3    | Speedway Dyneburg      | 16 | 12 | 0 | 4  | 6 | 30  | +180 |                         |
| 4    | Kolejarz Opole         | 16 | 8  | 1 | 7  | 4 | 21  | +61  |                         |
| 5    | Ukraina Równe          | 16 | 6  | 1 | 9  | 4 | 17  | −27  |                         |
| 6    | Orzeł Łódź             | 16 | 7  | 1 | 8  | 2 | 17  | −79  |                         |
| 7    | SC Miszkolc            | 16 | 6  | 1 | 9  | 2 | 15  | −82  |                         |
| 8    | Kolejarz Rawicz        | 16 | 5  | 0 | 11 | 3 | 13  | −109 |                         |
| 9    | Polonia Piła           | 16 | 0  | 0 | 16 | 0 | 0   | −533 |                         |

1. 1 2  Punkty w meczach bezpośrednich: Równe: 3, Łódź: 2.

### Terminarz i wyniki
| Data        | Gospodarz                | Wynik | Gość                     | Uwagi |
| ----------- | ------------------------ | ----- | ------------------------ | --- |
| 9 kwietnia  | Kolejarz Opole           | 39:49 | PSŻ Poznań               | |
| 9 kwietnia  | Speedway Miszkolc SE     | 45:45 | Ukraina Równe            | |
| 9 kwietnia  | GKŻ Gdańsk               | 65:25 | PKŻ Polonia Piła         | |
| 17 kwietnia | Polonia Piła             | 29:61 | Orzeł Łódź               | |
| 17 kwietnia | PSŻ Poznań               | 62:28 | Speedway Miszkolc        | |
| 17 kwietnia | Kolejarz Rawicz          | 43:46 | Kolejarz Opole           | |
| 17 kwietnia | Speedway Center Dyneburg | 50:40 | GKŻ Gdańsk               | |
| 23 kwietnia | Speedway Center Dyneburg | 47:43 | Ukraina Równe            | |
| 23 kwietnia | Kolejarz Opole           | 63:15 | Polonia Piła             | |
| 23 kwietnia | Speedway Miszkolc        | 63:15 | Kolejarz Rawicz          | |
| 28 kwietnia | KŻ Orzeł Łódź            | 51:39 | Kolejarz Rawicz          | z 9 kwietnia |
| 3 maja      | Speedway Center Dyneburg | 58:32 | Kolejarz Rawicz          | |
| 3 maja      | Ukraina Równe            | 46:44 | PSŻ Poznań               | |
| 3 maja      | Kolejarz Opole           | 46:44 | GKŻ Gdańsk               | |
| 5 maja      | GKŻ Gdańsk               | 53:37 | Ukraina Równe            | z 30 kwietnia |
| 5 maja      | Speedway Miszkolc        | 58:30 | Orzeł Łódź               | z 3 maja |
| 7 maja      | Polonia Piła             | 29:61 | Speedway Center Dyneburg | |
| 7 maja      | Kolejarz Opole           | 61:29 | Speedway Miszkolc        | |
| 7 maja      | Kolejarz Rawicz          | 45:44 | Ukraina Równe            | |
| 7 maja      | GKŻ Gdańsk               | 47:42 | PSŻ Poznań               | |
| 9 maja      | Polonia Piła             | 33:55 | Speedway Miszkolc        | z 30 kwietnia |
| 11 maja     | Orzeł Łódź               | 45:45 | Kolejarz Opole           | z 30 kwietnia |
| 13 maja     | Orzeł Łódź               | 32:58 | GKŻ Gdańsk               | z 23 kwietnia |
| 21 maja     | Speedway Center Dyneburg | 64:23 | Orzeł Łódź               | |
| 21 maja     | Ukraina Równe            | 61:29 | Polonia Piła             | |
| 21 maja     | PSŻ Poznań               | 61:28 | Kolejarz Rawicz          | |
| 23 czerwca  | PSŻ Poznań               | 63:27 | Speedway Center Dyneburg | z 30 kwietnia / 28 maja |
| 5 czerwca   | Speedway Miszkolc        | 43:47 | GKŻ Gdańsk               | z 21 maja |
| 15 czerwca  | Polonia Piła             | 33:57 | PSŻ Poznań               | |
| 15 czerwca  | Orzeł Łódź               | 50:40 | Ukraina Równe            | |
| 15 czerwca  | Kolejarz Opole           | 44:46 | Speedway Center Dyneburg | |
| 15 czerwca  | Kolejarz Rawicz          | 41:49 | GKŻ Gdańsk               | |
| 18 czerwca  | PSŻ Poznań               | 52:38 | Orzeł Łódź               | |
| 18 czerwca  | Kolejarz Rawicz          | 59:31 | Polonia Piła             | |
| 21 czerwca  | Speedway Center Dyneburg | 67:23 | Speedway Miszkolc        | z 18 czerwca |
| 25 czerwca  | Polonia Piła             | 30:59 | Kolejarz Rawicz          | |
| 25 czerwca  | Orzeł Łódź               | 30:60 | PSŻ Poznań               | |
| 25 czerwca  | Kolejarz Opole           | 46:44 | Ukraina Równe            | |
| 25 czerwca  | Speedway Miszkolc        | 47:43 | Speedway Center Dyneburg | |
| 2 lipca     | Speedway Center Dyneburg | 61:28 | Kolejarz Opole           | |
| 2 lipca     | Ukraina Równe            | 57:33 | Orzeł Łódź               | |
| 2 lipca     | Milton Team Poznań       | 63:27 | Polonia Piła             | |
| 2 lipca     | GKŻ Gdańsk               | 59:31 | Kolejarz Rawicz          | |
| 9 lipca     | Polonia Piła             | 41:49 | Ukraina Równe            | |
| 9 lipca     | Orzeł Łódź               | 50:40 | Speedway Center Dyneburg | |
| 9 lipca     | Kolejarz Rawicz          | 28:61 | PSŻ Poznań               | |
| 23 lipca    | GKŻ Gdańsk               | 60:30 | Speedway Miszkolc        | z 9 lipca |
| 30 lipca    | Speedway Center Dyneburg | 40:0  | Polonia Piła             | Drużyna Polonii Piły przyjechała w 6-osobowym składzie, jednak bez ważnych licencji międzynarodowych. Sędzia (zgodnie z przepisami) przyznał walkower. |
| 30 lipca    | Ukraina Równe            | 44:45 | Kolejarz Rawicz          | |
| 30 lipca    | Speedway Miszkolc        | 46:42 | Kolejarz Opole           | |
| 15 sierpnia | Orzeł Łódź               | 50:40 | Speedway Miszkolc        | z 6 sierpnia na prośbę Miszkolc |
| 15 sierpnia | Kolejarz Rawicz          | 44:46 | Speedway Center Dyneburg | z 6 sierpnia z powodu deszczu |
| 19 sierpnia | Speedway Miszkolc        | 65:25 | Polonia Piła             | awansem z 20 sierpnia |
| 20 sierpnia | Speedway Center Dyneburg | 53:37 | PSŻ Poznań               | |
| 20 sierpnia | Kolejarz Opole           | 51:39 | Orzeł Łódź               | |
| 20 sierpnia | Ukraina Równe            | 33:56 | GKŻ Gdańsk               | |
| 25 sierpnia | GKŻ Gdańsk               | 58:32 | Kolejarz Opole           | z 6 sierpnia, 13 sierpnia z powodu deszczu |
| 27 sierpnia | Ukraina Równe            | 38:52 | Speedway Center Dyneburg | |
| 27 sierpnia | Kolejarz Rawicz          | 58:32 | Speedway Miszkolc        | |
| 27 sierpnia | PSŻ Poznań               | 45:45 | GKŻ Gdańsk               | z 30 lipca z powodu Mistrzostw Europy Weteranów w lekkiej atletyce                                                                                     |
| 3 września  | Ukraina Równe            | 49:41 | Kolejarz Opole           | z 18 czerwca, 17 lipca odwołano z powodu deszczu |
| 10 września | Orzeł Łódź               | 40:0  | Polonia Piła             | Drużyna z Piły nie była w stanie uzbierać przynajmniej 6 zawodników. To drugi walkower Polonii w tym sezonie.                                          |
| 10 września | Kolejarz Opole           | 57:33 | Kolejarz Rawicz          | |
| 10 września | Speedway Miszkolc        | 42:48 | PSŻ Poznań               | |
| 15 września | GKŻ Gdańsk               | 59:30 | Orzeł Łódź               | z 27 sierpnia, 3 września odwołano z powodu opadów deszczu                                                                                             |
| 15 września | Polonia Piła             | 22:68 | Kolejarz Opole           | z 27 sierpnia |
| 17 września | PSŻ Poznań               | 64:26 | Ukraina Równe            | z 6 sierpnia na prośbę Ukrainy, 17 sierpnia również się nie odbył.                                                                                     |
| 17 września | Polonia Piła             | 27:63 | GKŻ Gdańsk               | awansem z 24 września |
| 24 września | GKŻ Gdańsk               | 62:28 | Speedway Center Dyneburg | z 10 września |
| 24 września | Ukraina Równe            | 49:41 | Speedway Miszkolc        | |
| 24 września | PSŻ Poznań               | 57:32 | Kolejarz Opole           | |
| 24 września | Kolejarz Rawicz          | 39:50 | Orzeł Łódź               | |

## Baraż o awans
Zgodnie zasadami, w barażu bierze udział siódma drużyna I ligi i wicemistrz II ligi.
| Data            | Gospodarz          | Wynik | Gość               | Uwagi                                   |
| --------------- | ------------------ | ----- | ------------------ | --------------------------------------- |
| 8 października  | Milion Team Poznań | 57:32 | KSŻ Krosno         |                                         |
| 15 października | KSŻ Krosno         | 50:39 | Milion Team Poznań | Milion Team Poznań awansował do I ligi. |